# مرج خوخة
مرج خوخة قرية في ناحية صلنفة التابعة لمنطقة الحفّة في محافظة اللاذقية. بلغ عدد سكانها 811 نسمة حسب تعداد عام 2004.